# Оксфорд (гора)
Гора Оксфорд розташована на острові Елсмір, Нунавут, Канада і названа на честь Оксфордського університету.

## Географія
Висота вершини чотири тисячі триста чотирнадцять метрів, або чотирнадцять тисяч сто п'ятдесят три фути. Сезон, що найкраще підходить для сходження на гору: травень, червень, липень, серпень, вересень. Підйом на вершину Гора Оксфорд є пішою прогулянкою, проте не рекомендований людям із серцевими захворюваннями. Для підйому існує кілька маршрутів, що практично не відрізняються за складністю.

## Сходження
Перше відоме сходження на цю гору було здійснено в 1935 році А. В. Муром (у деяких джерелах зазначене прізвище Морріс) і гренландським інуїтом Нукапінгуаком під час експедиції на Елсмір під керівництвом Хамфріса, коли Мур оцінив висоту гори приблизно в 2750 м2.
Друге відоме сходження на цю гору було здійснено в 1957 році, тоді ж були зроблені точніші виміри її висоти.